# Friedrich Tiburtius
Friedrich August Joachim Ludwig Tiburtius (* 8. Oktober 1784 in Boddin; † 18. Dezember 1836 in Lübeck) war ein deutscher Gymnasiallehrer.

## Leben
Friedrich Tiburtius war ein Sohn des Boddiner Pastors Carl Georg Tiburtius (1753–1823) und dessen Frau, der Arzttochter Dorothea Hedwig Elisabeth, geb. Meyer (1758–1826). Er besuchte die Große Stadtschule in Rostock und begann 1802 sein Studium der Theologie an der Universität Rostock.
1806 wurde er Hauslehrer in Krassow und 1809 in Boddin. Ab 1813 wirkte er als Privatlehrer in Wittenburg, wo er unter anderem Johann Adolph Heinlein unterrichtete. In den Befreiungskriegen war er Hauptmann der Landwehr von Mecklenburg-Schwerin. 
1816 kam er als Kollaborator und Lehrer der Quarta an das Katharineum zu Lübeck. 1826 zum Schulcollegen befördert  war er hier bis zu seinem Tod tätig. Neben seiner Lehrtätigkeit an der Schule leitete er das angeschlossene Knaben-Pensionat (Internat). 
1825 wurde er von der Universität Kiel zum Dr. phil. h. c. promoviert.
Sein Nachfolger wurde Ernst Deecke.

## Veröffentlichungen
- Vergleichung des sechsten Homerischen Hymnus mit dem Ovidischen Mythus von der Verwandlung der Tyrrhenischen Seefahrer im 3ten Buch der Metamorphosen B. 582-691: Eine durch den Genuß des Sassischen Stipendiums veranlaßte Probeschrift. Rostock: Akademische Buchdruckerei 1804
- Ideen über ein zu errichtendes deutsches Nationalinstitut für Wissenschaft und Kunst: Ein Bedürfniß der deutschen Nation, zur Berathung der hohen deutschen Bundesversammlung. Lübeck: Niemann 1817
- Vereinfachte Darstellung der Regeln der deutschen Sprache für die unteren Klassen. Lübeck 1817
- Versuch, die Lehre vom Gebrauch des Konjunktiv im Lateinischen mit Berücksichtigung des Griechischen, und der Germanischen und Lateinischen Sprachen, auf sprachphilosophische Grundsätze zurückzuführen: Nebst einem Anhange über das Gerundium im Lateinischen. Leipzig: Fleischer 1822